# Buclovany
Buclovany (in ungherese Bucló, in tedesco Buselsdorf) è un comune della Slovacchia facente parte del distretto di Bardejov, nella regione di Prešov.

## Storia
Il villaggio, fondato presumibilmente durante le colonizzazioni dell'area del XIII secolo, viene citato per la prima volta nel 1345 (con il nome di Bugyzlaufalua). All'epoca apparteneva alla Signoria di Koprivnica. Successivamente passò ai Pulszky e ai Bornemisza.